# Amon AF101
O AF101 é o modelo da Amon da temporada de 1974 da F1. Ela foi pilotada por Chris Amon, que foi substituído por Larry Perkins no Grande Prêmio da Alemanha, onde estava doente.